# Tom Pondeljak
Tom Pondeljak, właśc. Tomislav Pondeljak (ur. 8 stycznia 1976 w Melbourne) – australijski piłkarz występujący na pozycji pomocnika.

## Kariera klubowa
Pondeljak seniorską karierę rozpoczął w 1993 roku w zespole St Albans Saints z Victorian Premier League. W 1995 roku przeszedł do Melbourne Knights z National Soccer League. W 1996 roku zdobył z zespołem mistrzostwo NSL. W Melbourne spędził 4 lata, a w 1999 roku odszedł do Sydney United, także grającego w NSL. Po 2 latach przeniósł się do innego klubu tej ligi, Sydney Olympic. Zadebiutował tam 6 października 2001 roku w wygranym 1:0 pojedynku z Sydney United. W 2002 roku wywalczył z zespołem mistrzostwo NSL, a w 2003 roku wicemistrzostwo NSL.
W 2003 roku Pondeljak odszedł do Perth Glory. W 2004 roku zdobył z nim mistrzostwo NSL. W tym samym roku wyjechał do Malezji, by grać w tamtejszym Johor FA. Po zakończeniu sezonu wrócił do Australii, gdzie podpisał kontrakt z Central Coast Mariners z nowo utworzonej ligi A-League. Pierwszy mecz zaliczył tam 26 sierpnia 2005 roku przeciwko Perth Glory (1:0). W 2006 oraz w 2008 roku wywalczył z klubem wicemistrzostwo A-League.
W 2008 roku Pondeljak podpisał kontrakt z Melbourne Victory, także występującym w A-League. Zadebiutował tam 16 sierpnia 2008 roku w zremisowanym 0:0 pojedynku z Sydney FC. W 2009 roku wywalczył z zespołem mistrzostwo A-League, a w 2010 roku wicemistrzostwo tych rozgrywek. Zawodnikiem Melbourne był do roku 2012. Następnie występował w St Albans Saints, gdzie zakończył karierę.

## Kariera reprezentacyjna
W reprezentacji Australii Pondeljak zadebiutował 6 lipca 2002 roku w wygranym 2:0 meczu Pucharu Narodów Oceanii z Vanuatu. Na tamtym turnieju, zakończonym przez Australię na 2. miejscu, zagrał łącznie w 4 pojedynkach.